# Fort Defiance (Illinois)

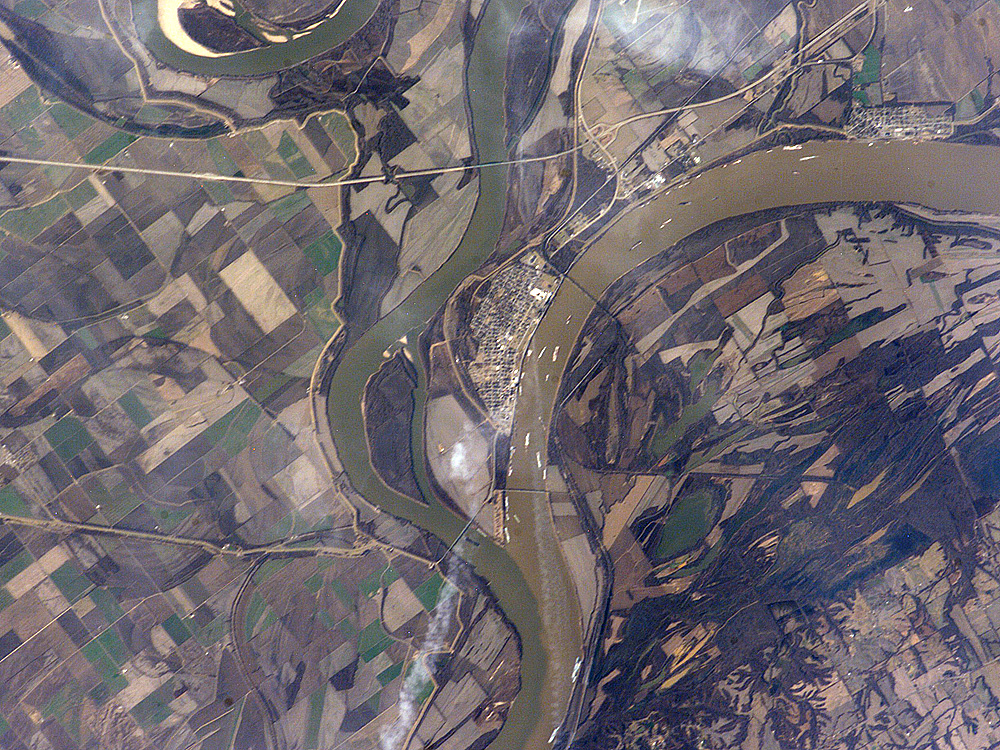
Fort Defiance Park zlokalizowany na prostokątnym terenie w kolorze brązowym, na krańcu półwyspu.

Fort Defiance, zwany podczas wojny secesyjnej Camp Defiance – fortyfikacja ziemna położona przy zbiegu rzek Ohio i Missisipi niedaleko miasta Cairo w hrabstwie Alexander, w stanie Illinois, w Stanach Zjednoczonych. Jest to najbardziej wysunięty na południe punkt stanu Illinois. Obszar fortu znajduje się obecnie na terenie Fort Defiance Park, poprzednio zwanym State Park i jest własnością miasta Cairo.